# Gnophos milvinaria
Gnophos milvinaria là một loài bướm đêm trong họ Geometridae.